# Akord tristanowski
Akord tristanowski – akord zastosowany przez Richarda Wagnera w drugim takcie preludium (Vorspiel) do dramatu muzycznego Tristan i Izolda, złożony z dźwięków f-h-dis1-gis1. Akord tristanowski powstaje tu poprzez nałożenie się dwóch motywów muzycznych (leitmotiv): intonowanego przez wiolonczelę motywu Tristana oraz granego przez obój motywu pragnienia miłości. Dlatego często mówi się raczej o zwrocie tristanowskim niż o akordzie tristanowskim.
Ukończony w 1859 roku dramat muzyczny opiera się w dużym stopniu właśnie o zwrot tristanowski. Pojawia się on już na początku preludium pierwszego aktu i przewija przez wszystkie części. Akord jest niezwykle wieloznaczny funkcyjnie, wywołuje napięcie, które można rozładować niemal w dowolnym kierunku. Stał się nie tylko symbolem wagnerowskiej harmoniki, ale i w ogóle kamieniem milowym ku rozkładowi systemu dur-moll. Najczęściej interpretowany jest jako alterowana subdominanta mollowa (w tonacji a-moll subdominantą mollową jest d-moll: d-f-a) z podwyższoną prymą (na dis) i dodaną sekstą wielką (tj. h), gdzie kwinta (a) opóźniona jest przez kwartę zwiększoną (gis). Można potraktować również akord tristanowski jako dominantę wtrąconą do dominanty (w a-moll jest to H-dur: h-dis-fis) z obniżoną kwintą (na f) i septymą małą (a) opóźnioną przez sekstę wielką (gis). Interpretacji funkcji akordu jest jednak więcej.